# Miroslawa von Pommerellen
Miroslawa von Pommerellen († wohl 1240) war eine Prinzessin von Pommerellen aus dem Herrscherhaus der Samboriden und durch Heirat Herzogin von Pommern. Von 1220 bis 1233 übte sie für ihren unmündigen Sohn die Regentschaft in Pommern-Stettin aus.

## Leben
Miroslawa war eine Tochter von Herzog Mestwin I. von Pommerellen und stammte somit aus dem dortigen Herrscherhaus der Samboriden. Sie heiratete Herzog Bogislaw II. von Pommern, der im Teilherzogtum Pommern-Stettin regierte. Das Jahr der Vermählung ist nicht sicher überliefert, der Historiker Johann Ludwig Quandt setzte die Vermählung in das Jahr 1208. Aus der Ehe gingen ein Sohn, Barnim I., und zwei Töchter, Woislawa († 1229) und Dobroslawa, hervor.
Herzog Bogislaw II. starb im Jahre 1220. Die Herzoginwitwe Miroslawa übte bis 1233 die Regentschaft für den jungen Herzog Barnim I. aus. Es ist nicht sicher überliefert, wann Barnim I. geboren wurde und wie alt er mithin während der Dauer der Regentschaft war. Der Historiker Martin Wehrmann nahm an, Barnim I. sei um das Jahr 1210 geboren. Demzufolge wäre er beim Tode seines Vaters etwa 10 Jahre alt gewesen und seine Mutter hätte die Regentschaft ausgeübt (oder wäre zumindest an der Regierung beteiligt gewesen), bis er etwa 23 Jahre alt war. Der Historiker Adolf Hofmeister hingegen setzte die Geburt von Barnim I. auf um 1218; seine Mutter hätte dann für ihn regiert, bis er etwa 15 Jahre alt war.
Das Siegel von Herzogin Miroslawa zeigte „in rundem Feld links auf erhöhtem Thron die Herzogin in langem Mantel, die Rechte vor der Brust, die Linke nach dem auf der rechten Seite vor ihr stehenden Barnim ausgestreckt, der ihr mit der rechten Hand eine Fahne, mit der linken eine Lilie reicht“. Nach Ansicht des Historikers Theodor Pyl soll es sich jedoch nicht um eine Lilie, sondern um ein Schwert in der Scheide handeln.
Wann Herzogin Miroslawa gestorben ist, ist nicht sicher überliefert. Die Angabe in der Pomerania, wonach sie im Jahre 1240 gestorben sei, kann zutreffend sein. Nach Angaben genealogischer Schriftsteller aus dem 16. und 17. Jahrhundert soll sie, ebenso wie zuvor ihr Gemahl, in der Stettiner Jakobikirche bestattet worden sein.